# Neuseeländische Cricket-Nationalmannschaft in England in der Saison 2022
Die Tour der neuseeländischen Cricket-Nationalmannschaft nach England in der Saison 2022 fand vom 2. bis zum 27. Juni 2022 statt. Die internationale Cricket-Tour war Bestandteil der Internationalen Cricket-Saison 2022 und umfasste drei Tests. Die Tests waren Bestandteil der ICC World Test Championship 2021–2023. England gewann die Serie 3–0.

## Vorgeschichte
Für beide Mannschaften war es die erste Tour der Saison. Das letzte Aufeinandertreffen der beiden Mannschaften bei einer Tour fand in der Saison 2021 in England statt.

## Stadien
Die folgenden Stadien wurden für die Tour als Austragungsort vorgesehen.
| Stadion               | Stadt      | Kapazität | Spiele  |
| --------------------- | ---------- | --------- | ------- |
| Headingley Stadium    | Leeds      | 17.000    | 3. Test |
| Lord’s Cricket Ground | London     | 30.000    | 1. Test |
| Trent Bridge          | Nottingham | 15.350    | 2. Test |

## Kaderlisten
Neuseeland benannte seinen Kader am 3. Mai 2022.
England benannte seinen Kader am 18. Mai 2022. Es war die erste Tour unter dem neuen Kapitän Ben Stokes und dem neuen Coach Brendon McCullum.
| Test | Test |
| England | Neuseeland |
| --- | --- |
| - Ben Stokes (K) - James Anderson - Jonny Bairstow (wk) - Sam Billings (wk) - Stuart Broad - Harry Brook - Zak Crawley - Ben Foakes (wk) - Jack Leach - Alex Lees - Craig Overton - Jamie Overton - Matt Parkinson - Matty Potts - Ollie Pope - Joe Root | - Kane Williamson (K) - Tom Blundell (wk) - Trent Boult - Michael Bracewell - Dane Cleaver - Devon Conway - Colin de Grandhomme - Cam Fletcher - Matt Henry - Kyle Jamieson - Tom Latham - Daryl Mitchell - Henry Nicholls - Ajaz Patel - Hamish Rutherford - Tim Southee - Blair Tickner - Neil Wagner - Will Young |

## Tour Match
| 20. – 23. Mai Scorecard | Hove | Neuseeland 342-3d (90) & 40-0 | – | Sussex 247 (79.1) |
|                         |      | Remis                         |   |                   |

| 26. – 29. Mai Scorecard | Hove | Neuseeland 362-9d (100) & 148 (43.2)          | – | First Class Counties XI 247 (74.2) & 264-3 (88) |
|                         |      | First Class Counties XI gewinnt mit 7 Wickets |   |                                                 |

## Tests

### Erster Test in London
| 2. – 5. Juni Scorecard | London (Lord‘s) | Neuseeland 132 (40) & 285 (91.3) | – | England 141 (42.5) & 279-5 (78.5) |
|                        |                 | England gewinnt mit 5 Wickets    |   |                                   |

Neuseeland gewann den Münzwurf und entschied sich als Schlagmannschaft zu beginnen. Dort verlor das Team früh vier Wickets, bevor Daryl Mitchell 13 Runs und Tom Blundell 14 Runs erzielten. Daraufhin konnte sich Colin de Grandhomme etablieren und fand mit Tim Southee einen Partner. Southee schied nach 26 Runs aus und wurde durch Trent Boult gefolgt. Boult verlor nach 14 Runs das letzte neuseeländische Wicket und de Grandhomme hatte zu diesem Zeitpunkt 42* Runs erreicht. Beste Bowler für England waren Debütant Matthew Potts mit 4 Wickets für 13 Runs und James Anderson mit 4 Wickets für 66 Runs. Für England konnten sich zunächst die beiden Eröffnungs-Batter Alex Lees und Zak Crawley etablieren. Nach einer Partnerschaft über 59 Runs verlor Crawley sein Wicket nach 43 Runs. Daraufhin konnte Joe Root 11 Runs erzielen, aber nachdem er und kurz darauf Lees nach 25 Runs ausschieden, hatten es die verbliebenen Spieler schwer sich am Schlag zu halten. Beim Stand von 116/7 endete der Tag. Am zweiten Tag verlor England früh die verbliebenen Wickets. Beste Bowler für Neuseeland waren Tim Southee 4 Wickets für 55 Runs und Trent Boult mit 3 Wickets für 21 Runs. Von den neuseeländischen Eröffnungs-Battern konnte Tom Latham 14 Runs erreichen. Nachdem Kapitän Kane Williamson 15 Runs und Devon Conway 13 erzielten, konnten sich Daryl Mitchell und Tom Blundell etablieren. Beide beendeten den Tag beim Stand von 236/4. Am dritten Tag schied Mitchell nach einem Century über 108 Runs aus. Es folgte Tim Southee, der sich an der Seite von Blundell etablierte, bevor Blundell nach einem Half-Century über 96 Runs ausschied. Southee verlor nach 21 Runs das letzte Wicket und stellte so England eine Vorgabe von 277 Runs. Beste Bowler für England waren Matthew Potts mit 3 Wickets für 55 Runs und Stuart Broad mit 3 Wickets für 76 Runs. Für England schied Alex Lees nach 20 Runs aus und es war Joe Root, der sich als erstes etablieren konnte. Nachdem Jonny Bairstow 16 Runs an seiner Seite erzielt hatte, war es Ben Stokes, der sich etablierte. Zusammen erzielten Stokes und Root 90 Runs, bevor Stokes sein Wicket nach einem Fifty über 54 Runs verlor und durch Ben Foakes ersetzt wurde. Zusammen beendeten sie den Tag beim Stand von 216/5. Am vierten Tag konnten dann Root und Foakes die Viorgabe einholen. Root erreichte unter anderem sein 10.000. Test-Run und ein Century über 115* Runs aus 170 Bällen, während Foakes 32 Runs erzielte. Als Spieler des Spiels wurde Joe Root ausgezeichnet.

### Zweiter Test in Nottingham
| 10. – 14. Juni Scorecard | Nottingham | Neuseeland 553 (145.3) & 284 (84.4) | – | England 539 (128.2) & 299-5 (50) |
|                          |            | England gewinnt mit 5 Wickets       |   |                                  |

England gewann den Münzwurf und entschied sich als Feldmannschaft zu beginnen. Für Neuseeland begannen die Eröffnungs-Batter Tom Latham und Will Young mit einer Partnerschaft über 84 Runs, wobei beide innerhalb von zwei Bällen ihr Wicket verloren. Latham erreichte dabei 26 Runs und Young 47 Runs. Daraufhin kamen Devon Conway und Henry Nicholls aufs Feld, wobei Nicholls nach 30 Runs ausschied und Conway kurze Zeit später nach 46 Runs. Dies brachte dann Daryl Mitchell und Tom Blundell ins Spiel, die sich etablieren konnten und den Tag beim Stand von 318/4 beendeten. Am zweiten Tag schied Blundell nach einem Century über 106 Runs aus 198 Bällen aus und an der Seite von Mitchell erzielte Michael Bracewell 49 Runs und für das letzte Wicket Trent Boult 16* Runs. Mitchell verlor das Wicket nach einem Century über 190 Runs aus 318 Bällen. Bester Bowler für England war James Anderson mit 3 Wickets für 62 Runs. Bis zum Ende des Tages verlor England ein Wicket und hatte eine gut etablierte Partnerschaft zwischen Alex Lees und Ollie Pope die beim Stand von 90/1 den Tag beendeten. Am dritten Tag schied Lees nach einem Fifty über 67 Runs aus und neben Pope konnte sich Joe Root etablieren. Zusammen erreichten sie eine Partnerschaft über 187 Runs bis Pope nach einem Century über 145 Runs aus 239 Bällen sein Wicket verlor. An der Seite von Root erzielte Kapitän Ben Stokes 46 Runs und wurde gefolgt von Ben Foakes. Zusammen beendeten sie den tag beim Stand von 473/5. Am vierten Tag schied Joe Root nach einem Century über 176 Runs aus 211 Bällen aus. Foakes erreichte bis zu seinem Wicket-Verlust ein Half-Century über 56 Runs und das letzte Wicket fiel bei einem Rückstand von 14 Runs. Beste neuseeländische Bowler waren Trent Boult mit 5 Wickets für 106 Runs und Michael Bracewell mit 3 Wickets für 62 Runs. Für Neuseeland konnte Eröffnungs-Batter Will Young zusammen mit Devon Conway eine erste Partnerschaft über 100 Runs aufbauen. Conway schied nach einem Fifty über 56 Runs aus und als nächster Spieler konnte sich Daryl Mitchell etablieren. Young verlor nach 56 Runs sein Wicket und an der Seite von Mitchell erzielten Tom Blundell 24 Runs und Michael Bracewell 25 Runs. Zusammen mit Matt Henry beendete Mitchell des Tag beim Stand von 224/7. Am fünften Tag konnte Matt Henry bis zum Ausscheiden 18 Runs erreichen und für das letzte Wicket erzielte Trent Boult 17 Runs. Mitchell beendete das Innings mit einem Fifty über 62* Runs und einer Vorgabe für England von 299 Runs. Bester englischer Bowler wa Stuart Broad mit 3 Wickets für 70 Runs. Für England konnte sich Eröffnungs-Batter Alex Lees etablieren und Ollie Pope an seiner Seite 18 Runs erreichen. Mit Jonny Bairstow fand Lees einen neuen Partner bevor, er sein Wicket nach 44 Runs verlor. Der hineinkommende Stokes konnte zusammen mit Beirstow dann eine Partnerschaft über 179 Runs aus 121 Bällen erzielen, bevor Bairstow nach einem Century über 136 Runs aus 92 Bällen ausschied. Zusammen mit Ben Foakes konnte Stokes dann die Vorgabe einholen, wobei Stokes 75* Runs und Foakes 12* runs erzielte. Bester neuseeländischer Bowler war Trent Boult mit 3 Wickets für 94 Runs. Als Spieler des Spiels wurde Jonny Bairstow ausgezeichnet.

### Dritter Test in Leeds
| 23. – 27. Juni Scorecard | Leeds | Neuseeland 329 (117.3) & 326 (105.2) | – | England 260 (67) & 296-3 (54.2) |
|                          |       | England gewinnt mit 7 Wickets        |   |                                 |

Neuseeland gewann den Münzwurf und entschied sich als Schlagmannschaft zu beginnen. Eine erste Partnerschaft bildeten Will Young und Kapitän Kane Williamson, bis Young nach 20 Runs sein Wicket verlor und durch Devon Conway ersetzt wurde. Williamson schied nach 31 Runs aus und Conway nach 26 Runs und nachdem Henry Nicholls 19 Runs erreichte etablierte sich die Partnerschaft zwischen Daryl Mitchell und Tom Blundell. Zusammen beendeten sie den Tag beim Stand von 225/5. Am zweiten Tag verlor Blundell nach einem Half-Century über 55 Runs sein Wicket und Mitchell fand mit Tim Southee einen weiteren Partner. Nachdem Mitchell nach einem Century über 109 Runs aus 228 Bällen sein Wicket verloren hatte, konnte Southee 33 Runs erzielen, bevor das Inning endete. Beste Bowler für England waren Jack Leach mit 5 Wickets für 100 Runs und Stuart Broad mit 3 Wickets für 62 Runs. England verlor bei seiner Antwort früh mehrere Wickets. Erst Jonny Bairstow konnte sich etablieren. Doch nachdem an seiner Seite Kapitän Ben Stokes ausschied fand sich das Team kurze Zeit später beim Stand von 55/6. Bairstow konnte dann mit dem hineinkommenden Jamie Overton aufbauen und den Tag beim Stand von 264/6 beenden. Am dritten Tag verlor der Debütant Overton nach einem Fifty über 97 Runs sein Wicket. Der ihm folgende Stuart Broad konnte 42 Runs beitragen, bevor Bairstow nach einem Century über 162 Runs aus 157 Bällen ausschied. So endete das Innings für England mit einem Vorsprung von 31 Runs. Beste Bowler für Neuseeland waren Trent Boult mit 4 wickets für 104 Runs und Tim Southee mit 3 wickets für 100 Runs. Für Neuseeland konnten dann Eröffnungs-Batter Tom Latham und der dritte Schlagmann Kane Williamson eine Partnerschaft über 97 Runs erreichen. Latham schied nach einem Fifty über 76 Runs aus und Williamson erreichte danach 48 Runs. Bis zum Ende des Tages konnten sich dann abermals Daryl Mitchell und Tom Blundell etablieren und erreichten einen Stand von 168/5. Am vierten Tag schied Mitchell nach einem Fifty über 56 Runs aus. Jedoch konnte sich keine weiterer Spieler an der Seite von Blundell etablieren und so endete er mit ungeschlagenen 88* Runs das Innings mit einer Vorgabe von 297 Runs für England. Beste Bowler für England waren Jack Leach, der mit 5 Wickets für 66 Runs insgesamt 10 Wickets im Spiel erreichte und Matthey Potts mit 3 Wickets für 66 Runs. Für England konnte Zak Crawley zunächst 25 Runs erreichen, bevor sich eine Partnerschaft von Ollie Pope und Joe Root etablierte die den tag beim Stand von 183/2 beendete. Am fünften Tag schied Pope nach einem Half-Century über 82 Runs aus und wurde durch Jonny Bairstow ersetzt. dieser konnte dann zusammen mit Root die Vorgabe einholen. Root erreichte dabei 86* Runs und Bairstow 71* Runs. Die Wickets für Neuseeland erzielten Michael Bracewell und Tim Southee. Als Spieler des Spiels wurde Jack Leach ausgezeichnet.

## Auszeichnungen

### Player of the Series
Als Player of the Series wurden der folgende Spieler ausgezeichnet.
| Serie | Player of the Series |
| ----- | -------------------- |
| Test  | Joe Root             |

### Player of the Match
Als Player of the Match wurden die folgenden Spieler ausgezeichnet.
| Spiel   | Player of the Match |
| ------- | ------------------- |
| 1. Test | Joe Root            |
| 2. Test | Jonny Bairstow      |
| 3. Test | Jack Leach          |